# Columbina cruziana
La tortolita croante (Columbina cruziana), llamada también tortolita peruana, columbina quiguagua, tortolita quiguagua, columbina guiquagua o  tortolita guiguagua,  es una especie de ave columbiforme de la familia Columbidae. Es una pequeña paloma natural de América del Sur, del tamaño de un pájaro. Se encuentra al oeste de los Andes en Ecuador, Perú y norte de Chile. No se conocen subespecies.

## Descripción
Mide entre 16 y 18 cm de longitud. Es de color gris y posee unas manchas negras en las alas. El pico es de color amarillo, ámbar o naranja en la base y negro en la punta. Su cola es gris y sus patas rojas. El macho adulto tiene la cabeza y cuello de color ligeramente azul. La hembra y los juveniles son de color gris claro.
Habita en zonas áridas y semiáridas donde se alimenta principalmente de semillas. Su trino es tenue, breve, ronco y seco que recuerda al croar de un sapito (¡cuau!). Por eso a la tortolita peruana en inglés se la conoce como "croaking ground dove" (paloma terrestre croando).